# 1835 en Lorraine
Chronologie de la Lorraine
- 1831
- 1832
- 1833
- 1834
- 1835
- 1836
- 1837
- 1838
- 1839

Cette page est une liste d'événements qui se sont produits durant l'année 1835 en Lorraine.

## Événements

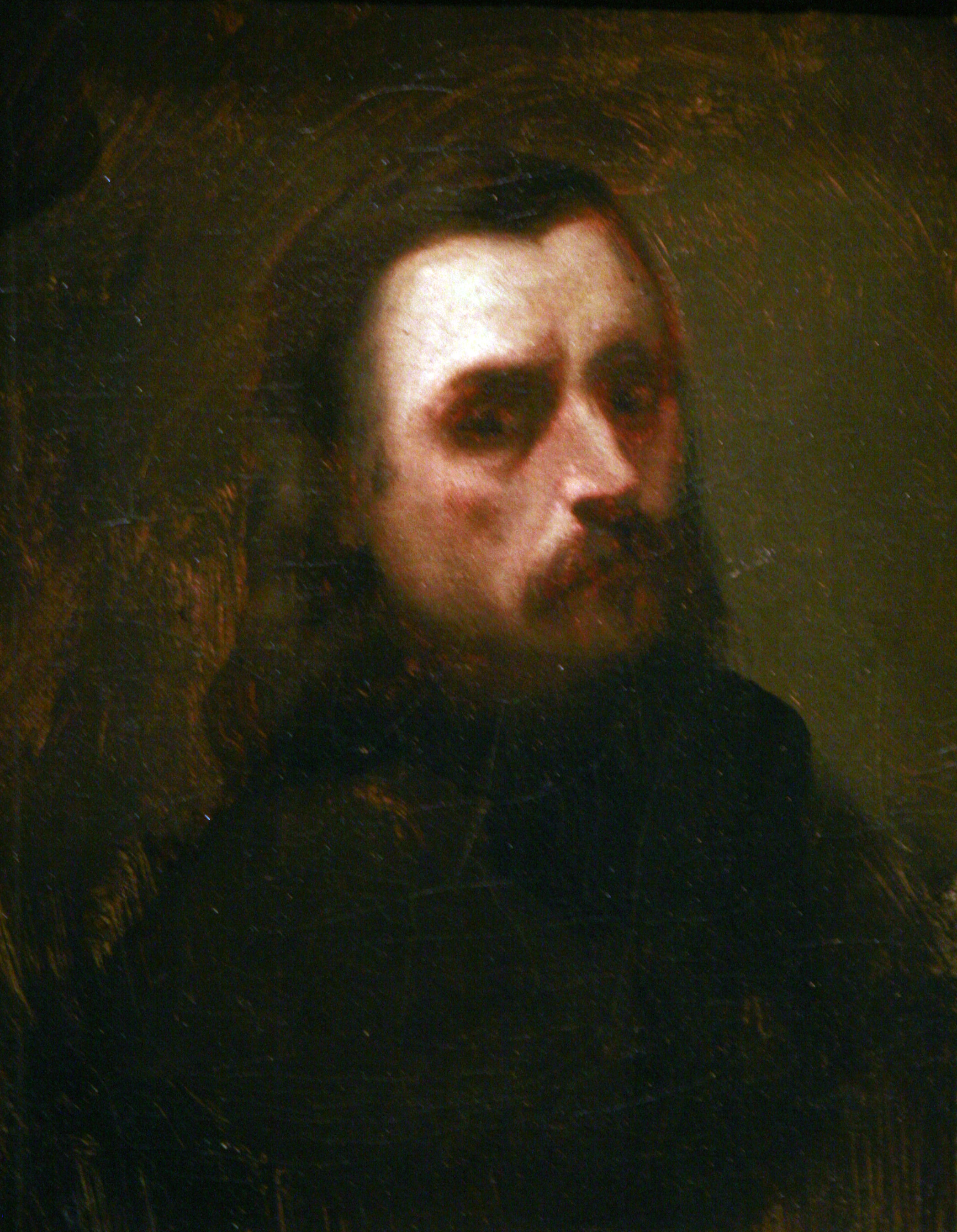
Laurent-Charles Maréchal, autoportrait.

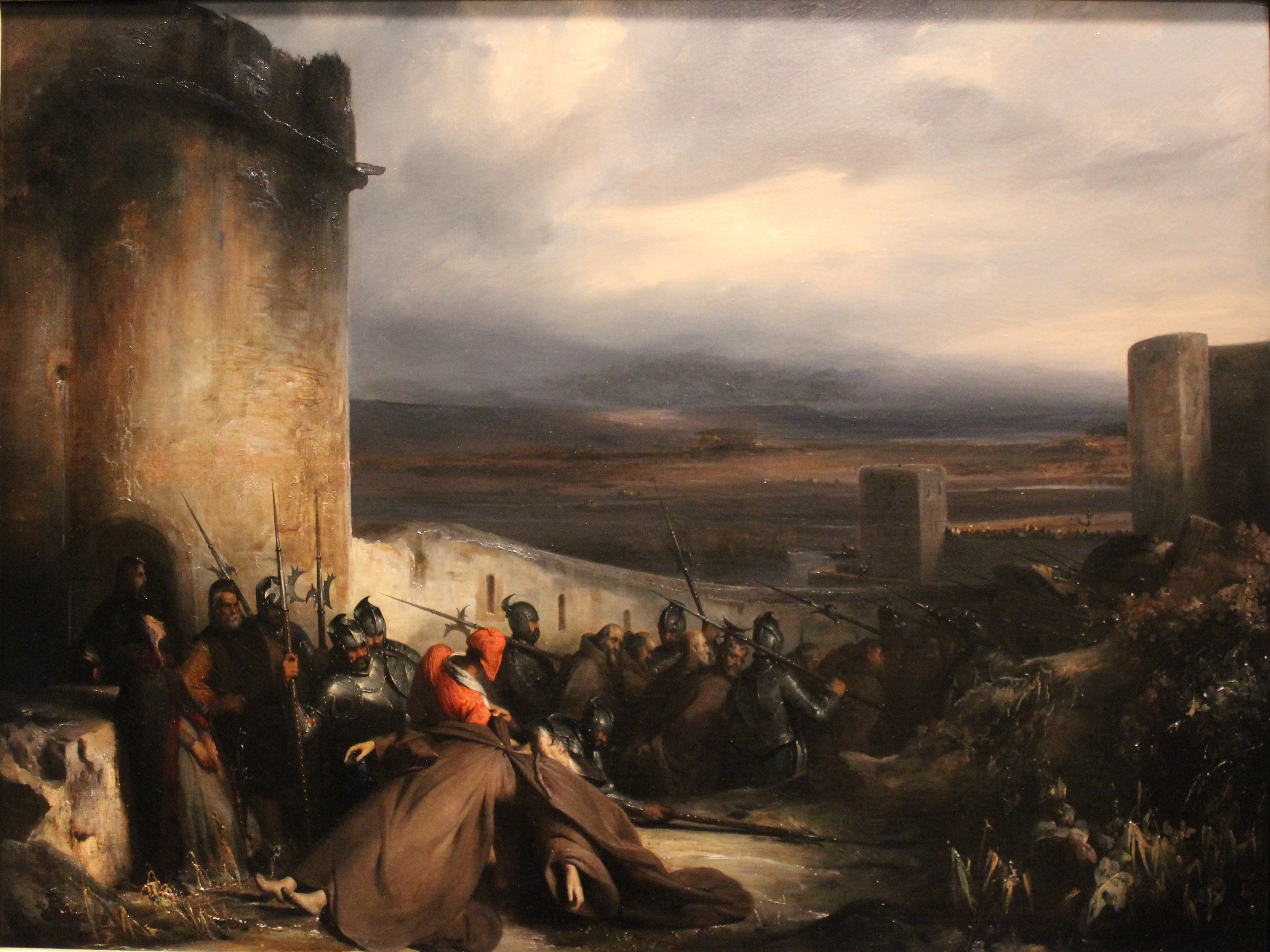
Les Cordeliers. Épisode du siège de Metz by Laurent Charles Maréchal

- Laurent Charles Maréchal peint le tableau intitulé Les Cordeliers. Épisode du siège de Metz. Il est conservé au musée des beaux-arts de Nancy. En 2014, il est exposé dans le cadre de l'exposition L'invention du Passé. Histoires de cœur et d'épée 1802-1850.

- Élu du département de la Meurthe sous la monarchie de Juillet : Alphée Bourdon de Vatry, élu à la députation à Château-Salins.

## Naissances
- 26 février à Remiremont : Paul-Joseph Hadol[1], mort le 26 novembre 1875 dans le 9e arrondissement de Paris[2], caricaturiste, illustrateur et affichiste français.
- 3 mars à Donnelay : Adolphe Salmon, décédé le 21 janvier 1898 à Paris, négociant français fortement engagé dans l'amitié franco-américaine.
- 22 mars à Mauvages : Auguste Lepage[3], écrivain et journaliste français.
- 15 mai à Metz : Émile Mathieu, mathématicien français. Il est connu pour son travail en théorie des groupes et en physique mathématique.
- 12 juin à Avillers (Vosges) : Xavier Alphonse Monchablon, mort à Paris le 30 janvier 1907, peintre français[4].
- 27 juillet à Remiremont : Gustave André Joseph David Jacques Gauthier, homme politique français, mort le 28 juillet 1909 à Luxeuil (Haute-Saône). Il est sénateur de la Haute-Saône sous la IIIe République, du 28 janvier 1900 au 2 janvier 1909.
- 18 septembre à Mirecourt (Vosges) : Édouard Henrion , homme politique français décédé le 30 juin 1906 à Nancy (Meurthe-et-Moselle).
- 23 septembre à Bar-le-Duc : Auguste Vivenot, homme politique français, décédé le 14 novembre 1884 à Paris.
- 13 octobre à Hayange : Auguste-Jacques Hurtu[5], mort le 28 mars 1898 à Albert, industriel français.

## Décès
- 22 janvier à Vittonville : Jean Baptiste Simon Firmin Marie vicomte de Fréhaut, né le 25 septembre 1769 à Époisses (Côte-d’Or),  général français de la Révolution et de l’Empire.
- 22 février à Verdun : Jean Pierre Henry, né le 1er octobre 1757 à Saint-Laurent (Meuse), général français de la Révolution et de l’Empire.
- 25 avril à Nancy : Louis Léopold Buquet, né le 5 mai 1768 à Charmes[6], est un général et homme politique français de la Révolution et de l’Empire.
- 18 mai à Bertrange (Moselle): Antoine Joseph Bertrand, né le 15 février 1767 à Vireux (Ardennes), général et homme politique français de la Révolution et de l’Empire.
- 22 juillet : Claude-Joseph, baron Mallarmé né le 9 avril 1758 à Nancy, magistrat et homme politique français.
- 25 juillet : Joseph-François-Nicolas Dusaulchoy de Bergemont, né le 21 février 1760 à Toul ; dramaturge, écrivain et journaliste français.
- 26 novembre à Bar-le-Duc : Sébastien Humbert, homme politique français né le 3 avril 1750 à Bar-le-Duc .
- 14 décembre à Montfaucon (Meuse) : Jean-Baptiste Raulin, homme politique français né le 27 janvier 1759 à Nantillois (Meuse).